# James Polshek
James Stewart Polshek (Akron, 11 de febrero de 1930-Nueva York, 9 de septiembre de 2022) fue un arquitecto estadounidense que vivió en la ciudad de Nueva York. Fue el fundador de Polshek Partnership, la firma en la que fue socio principal de diseño durante más de cuatro décadas, y asesor de diseño de la firma heredada Ennead Architects, además de participar activamente como líder de diseño en múltiples proyectos.

## Primeros años
Se matriculó en premedicina en el Adelbert College de la Universidad Case de la Reserva Occidental en 1947. Comenzó a tomar una variedad de cursos, incluido un curso de historia de arquitectura moderna. Después de decidir estudiar arquitectura, se matriculó en la Universidad Yale y se graduó en 1955 con una Maestría en Arquitectura.
Después de convertirse en decano de la Escuela de Graduados de Arquitectura, Planificación y Preservación de la Universidad de Columbia en 1972, la Universidad Case de la Reserva Occidental le otorgó su título de Licenciado en Ciencias en 1973, perdonando los ocho créditos que le faltaban. Se desempeñó como decano hasta 1987.

## Carrera profesional
Trabajó para I. M. Pei y Ulrich Franzen antes de iniciar su propia firma, James Stewart Polshek Architect, en 1963. Se jubiló y mantuvo el título de Design Counsel de Ennead Architects.
Se desempeñó como arquitecto comisionado en la Comisión de Diseño de la Ciudad de Nueva York.
Entre sus obras más reconocidas se encuentran la Biblioteca y Museo presidencial de William J. Clinton (2001-2004) en Little Rock, Arkansas; el Newseum (2002-2008; demolido en 2021) en Washington, la Ópera de Santa Fe (1997-1998) y el Centro Rose para la Tierra y el Espacio (1997-1999) en el Museo Americano de Historia Natural de Nueva York. Fue reconocido por las mejoras realizadas con la renovación en el Carnegie Hall y una nueva entrada al Museo Brooklyn.
Su libro Building, Memory fue publicado en 2014 por Monacelli Press.

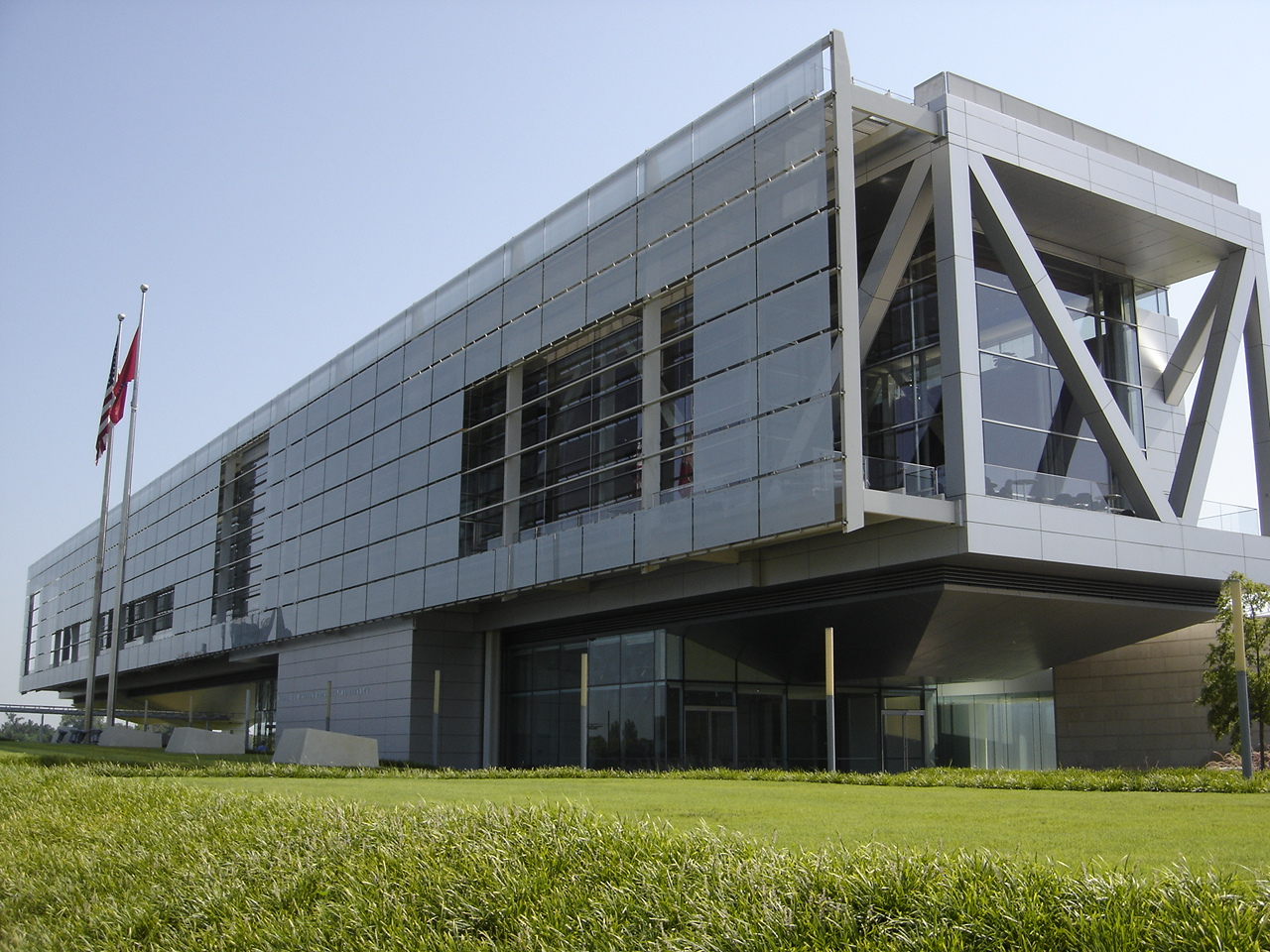
Biblioteca y Museo presidencial de William J. Clinton  (2001-2004) en Little Rock, Arkansas
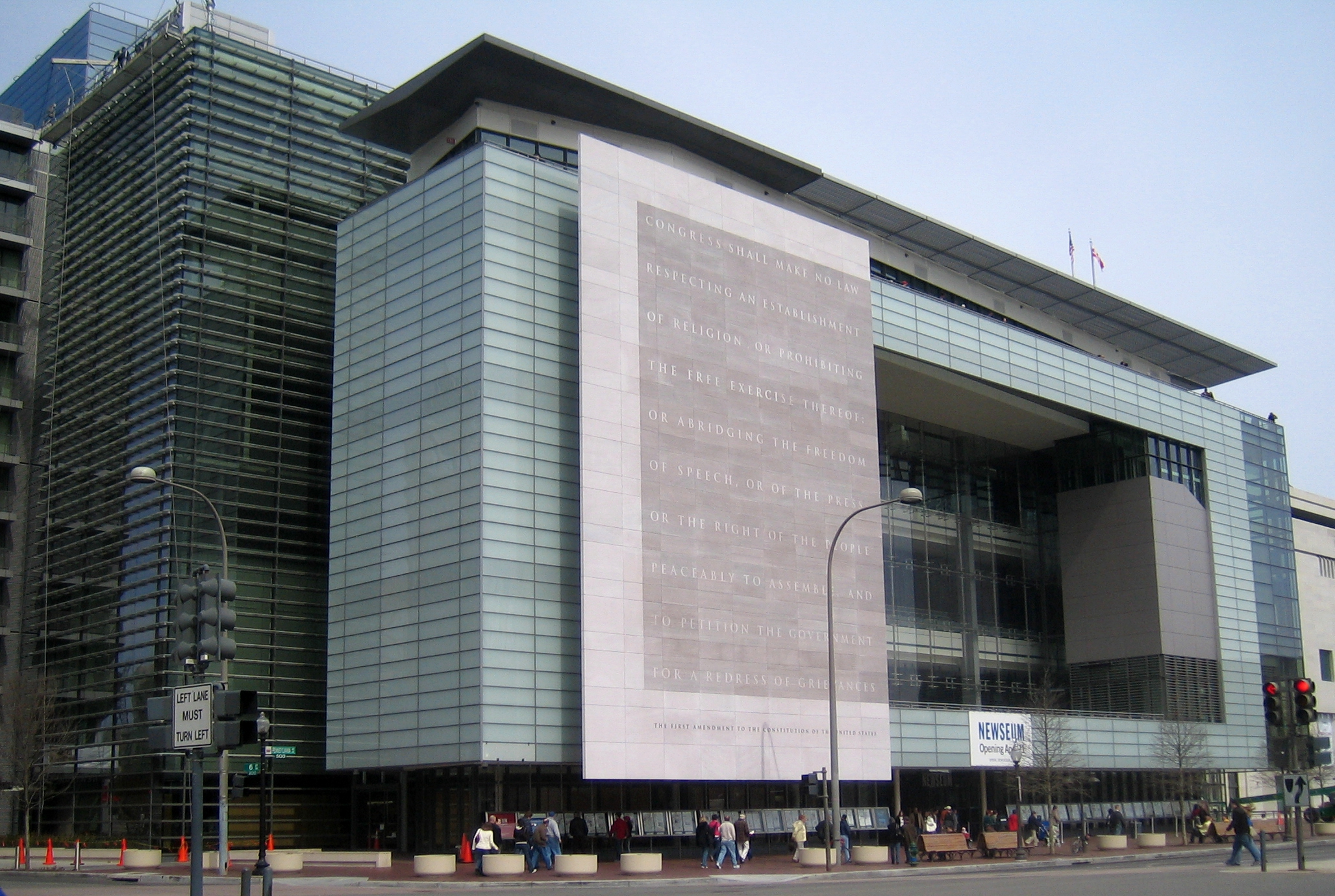
Newseum (2002-2008), Washington (demolido en 2021)
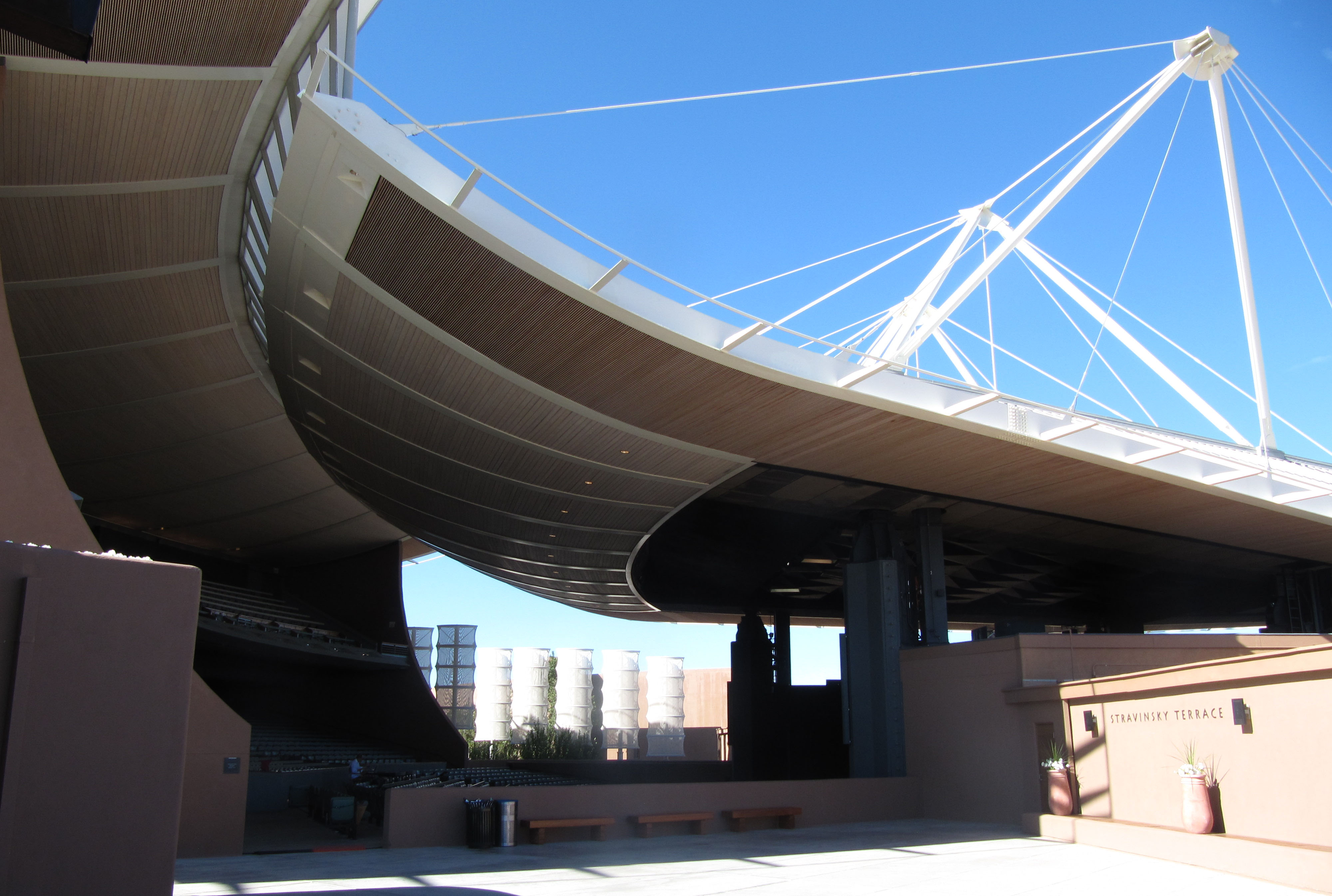
Ópera de Santa Fe (1997-1998)
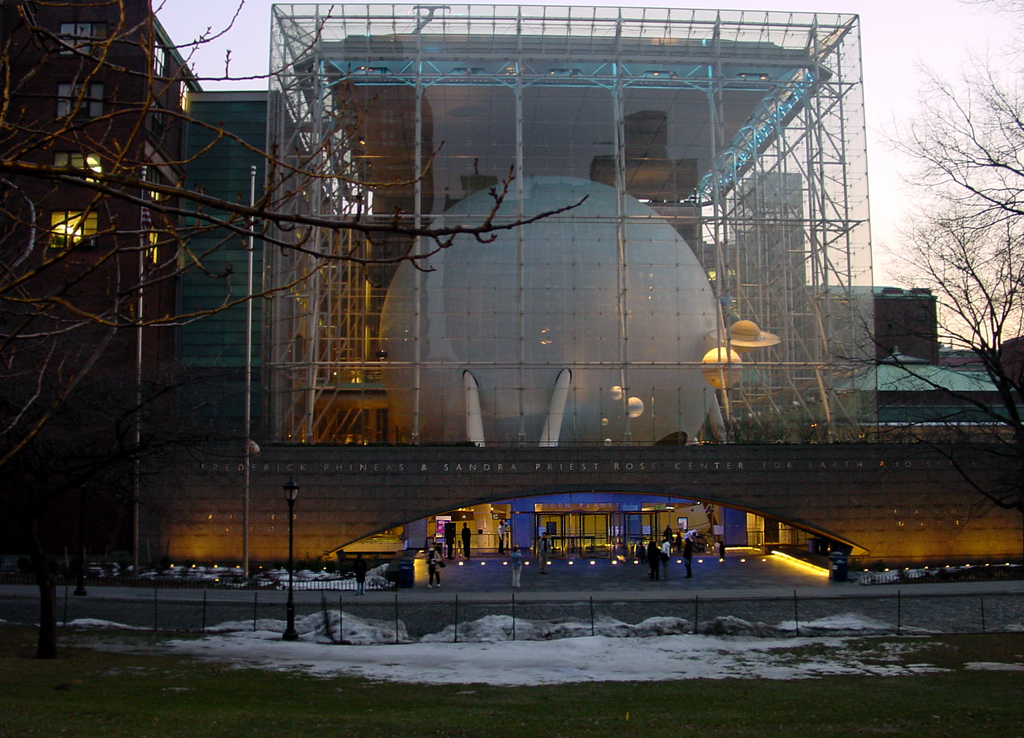
Centro Rose para la Tierra y el Espacio (1997-1999), Nueva York
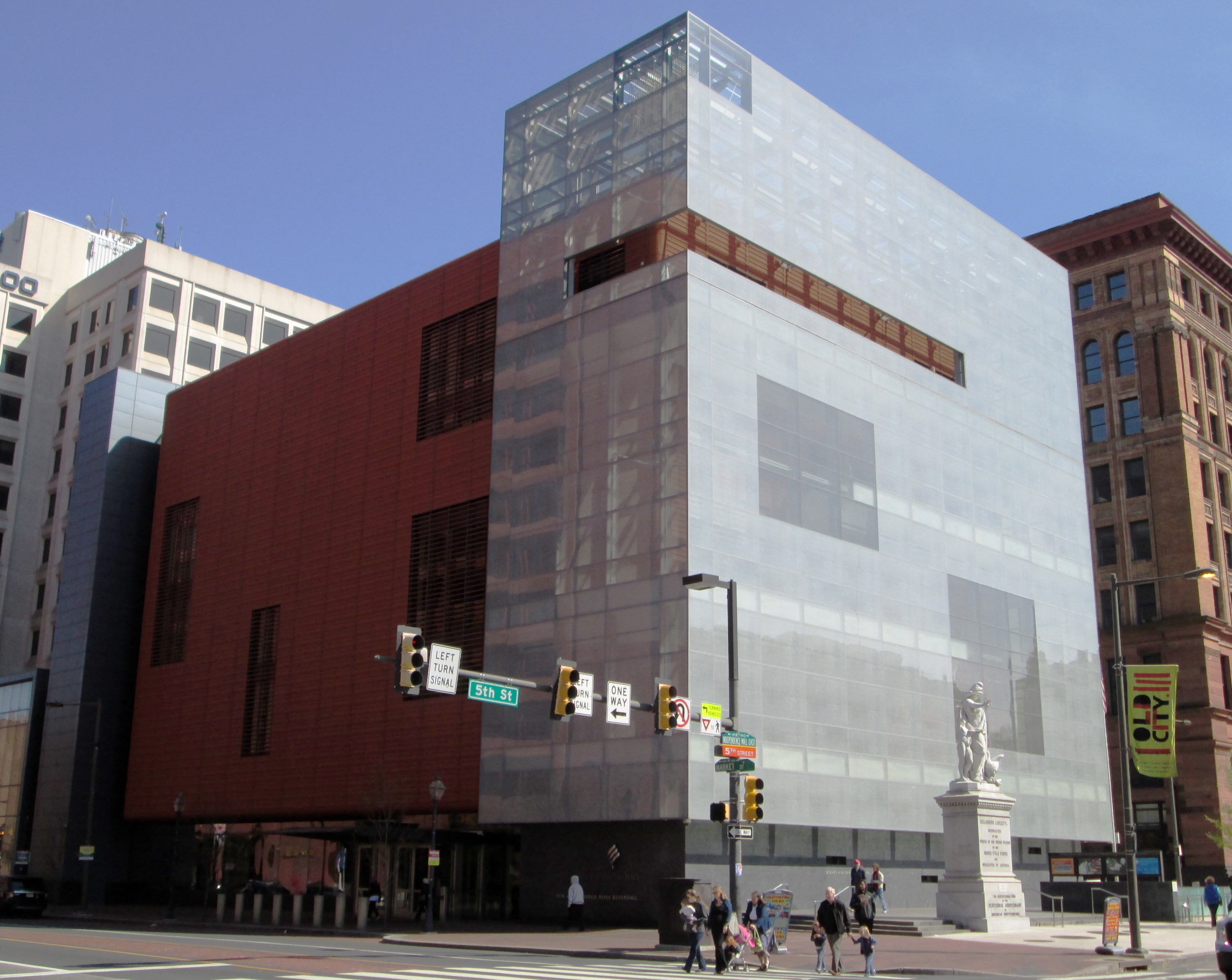
Weitzman National Museum of American Jewish History (2007-2010), Filadelfia

## Premios y reconocimientos
Fue miembro del Fellow of the American Institute of Architects (FAIA) y recibió en 2018 el mayor honor de la organización, la Medalla de Oro del American Institute of Architects (AIA). También recibió el premio Medalla de Oro del capítulo de la ciudad de Nueva York del AIA en 1986. En 2002, fue honrado con la Medalla Jacqueline Kennedy Onassis de la Municipal Art Society y fue incluido en la Academia Estadounidense de las Artes y las Ciencias. En 2005, fue elegido miembro de la Academia Estadounidense de las Artes y las Letras.
Recibió títulos honoríficos del Instituto Pratt (1995), la Parsons  The New School of Design (1995), el Instituto de Tecnología de Nueva Jersey en 2002 y la Universidad de Columbia.